# Леовац, Марин
Ма́рин Ле́овац (хорв. Marin Leovac; род. 7 августа 1988 года, Яйце) — хорватский футболист, защитник клуба «Локомотива». Выступал за сборную Хорватии.

## Клубная карьера
Марин Леовац начинал свою карьеру футболиста в венской «Аустрии», первоначально выступая за резервную команду клуба в региональной лиге. 

## Карьера в сборной
12 ноября 2014 года Марин Леовац дебютировал за сборную Хорватии, выйдя в основном составе в товарищеском матче со сборной Аргентины.

## Достижения
Аустрия"
- Чемпион Австрии (1): 2012/13

«Риека»
- Обладатель Кубка Хорватии (1): 2013/14
- Обладатель Суперкубка Хорватии (1): 2014